# 4527 Schoenberg
4527 Schoenberg è un asteroide della fascia principale. Scoperto nel 1982, presenta un'orbita caratterizzata da un semiasse maggiore pari a 2,2372579 UA e da un'eccentricità di 0,2107634, inclinata di 4,23570° rispetto all'eclittica.